# 燒賣

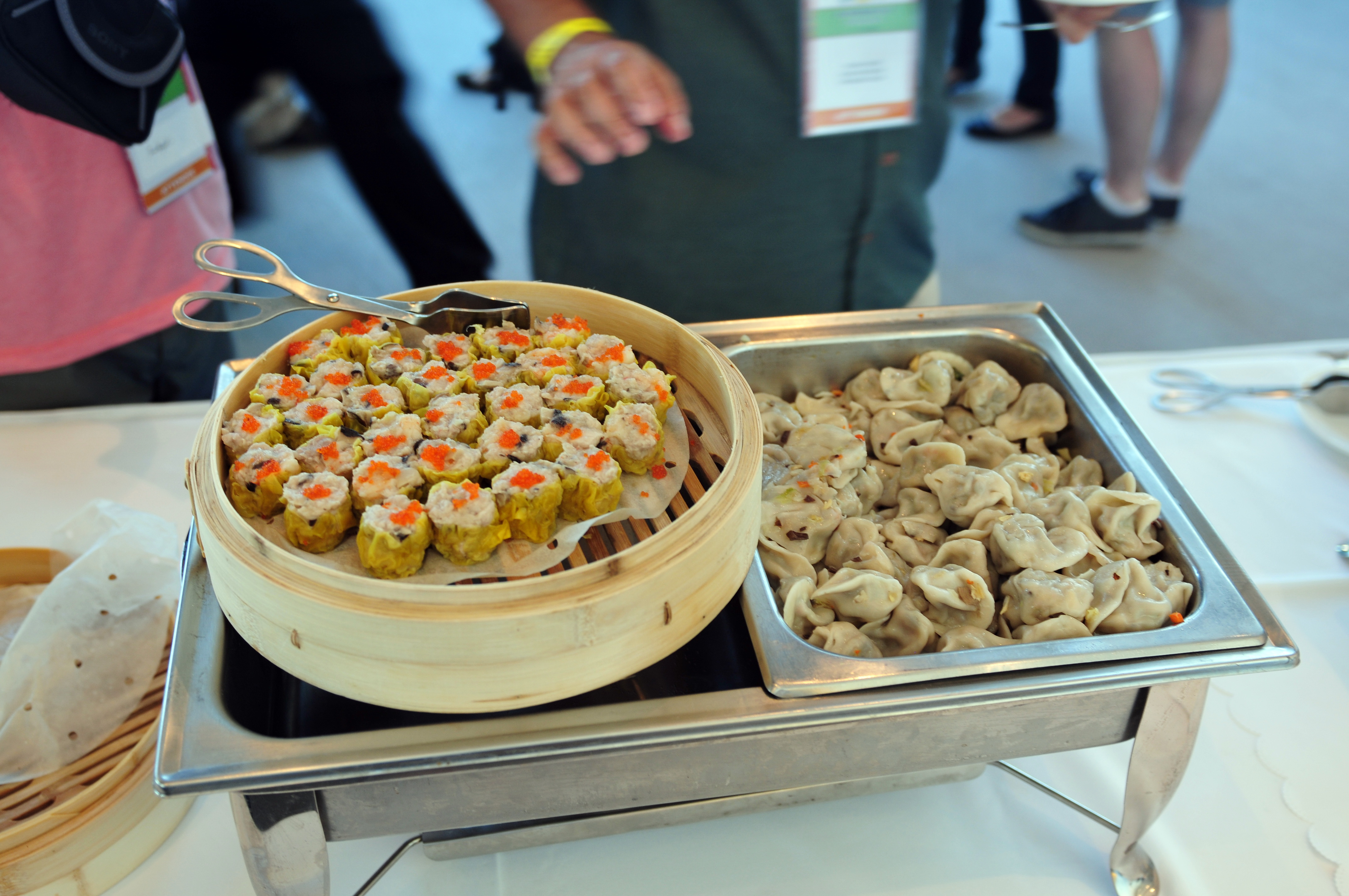
廣東烧賣

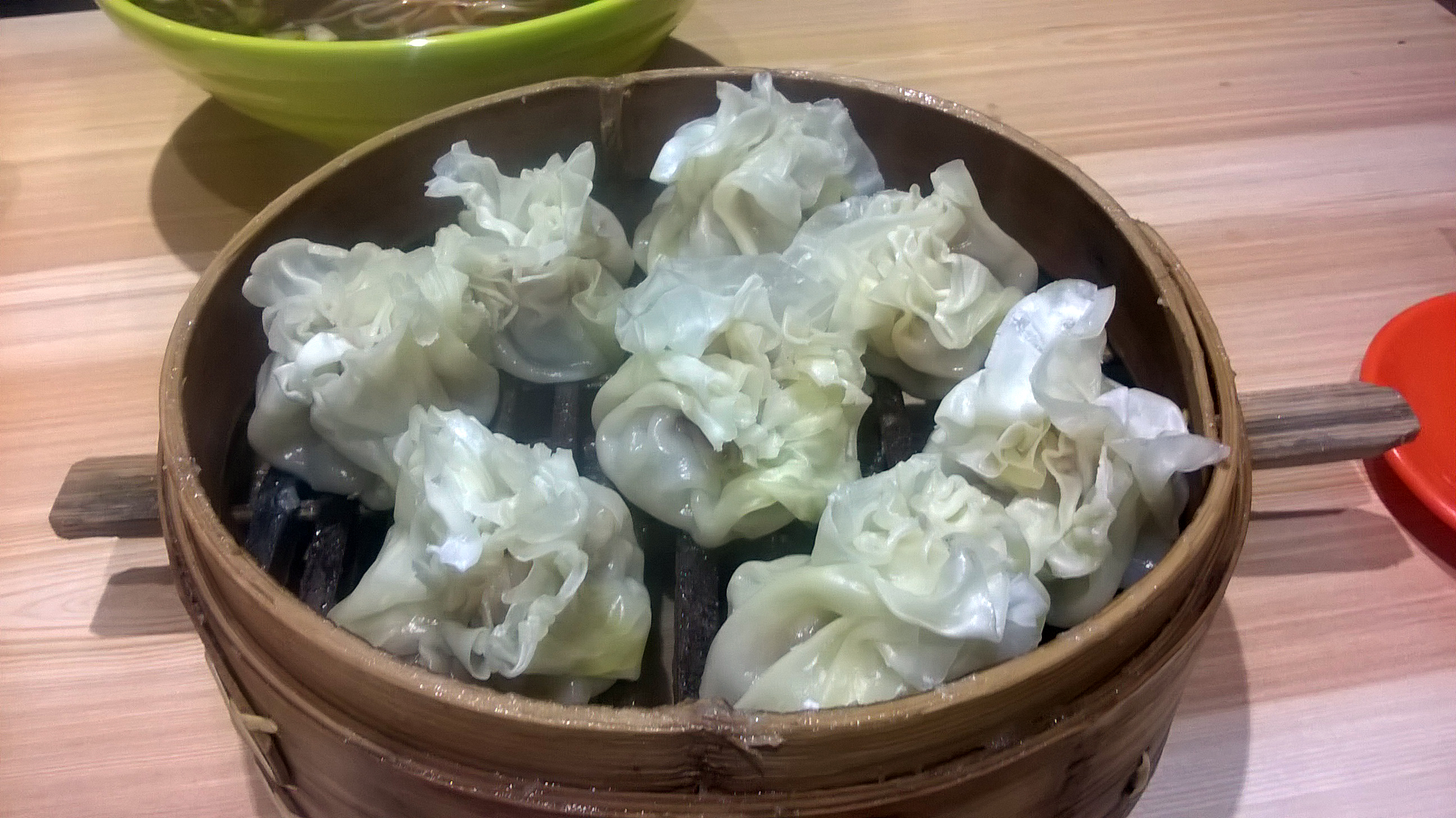
内蒙古呼和浩特稍麥

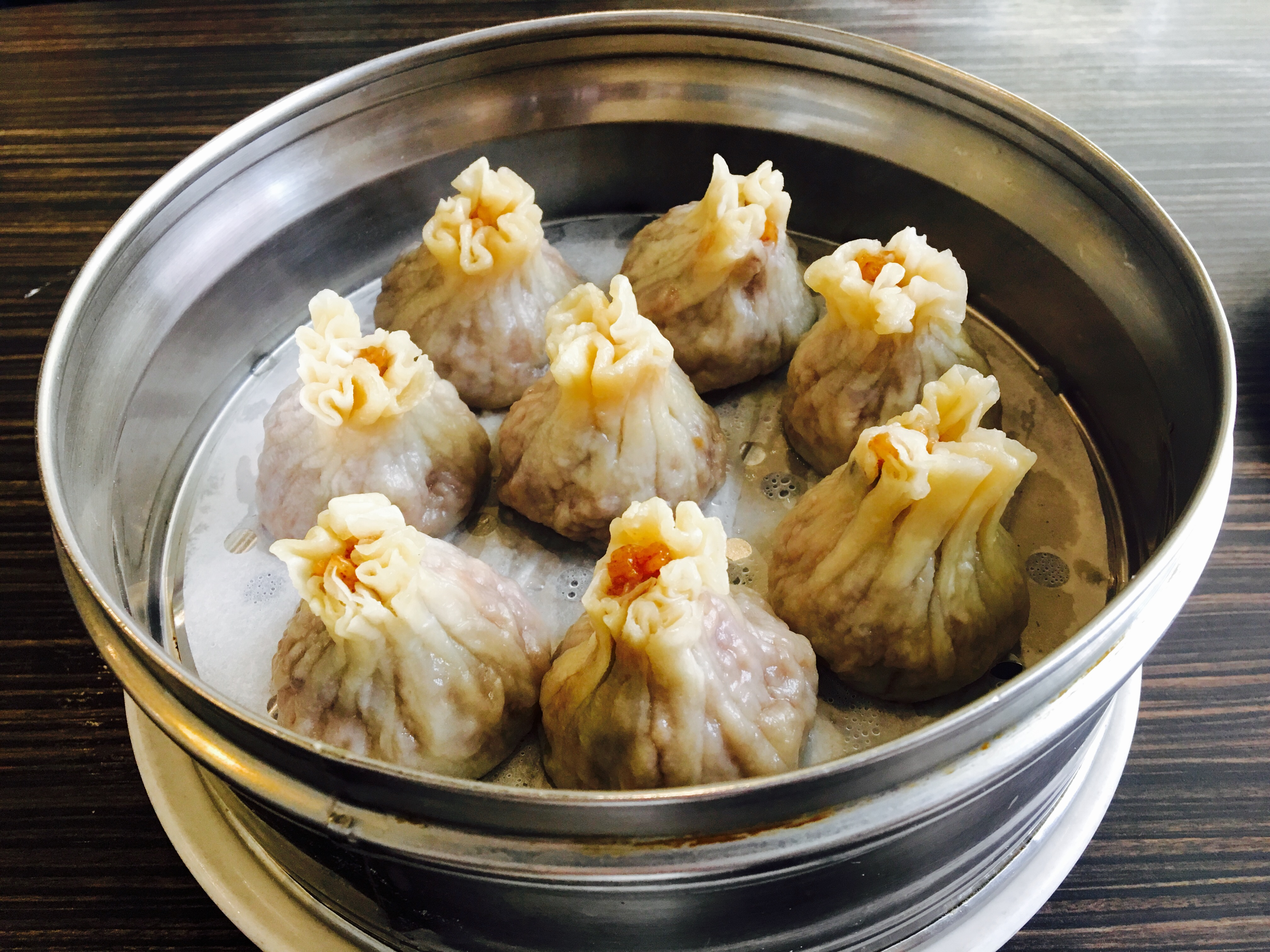
武汉重油烧梅，馅料主要为糯米和胡椒

燒賣，又寫作燒麥、捎卖、稍麦、稍美、烧梅、肖米、又稱乾蒸、鬼蓬頭，是一种中国传统小吃。

## 命名
燒賣及其他與之谐音的名稱的来由有多種說法，没有定論。

### 稍麥
关于烧卖最早的记载是与元代同时的高丽书籍《朴通事》，描述当时大都的风物，其中提及“稍麦”这种食物（稍麦粉汤、素酸馅稍麦）。《朴通事諺解》下卷内注解“以麥麵製成薄片，包肉蒸熟，與湯食之，方言謂之稍麥，麥又作卖”，又云“皮薄，内实切碎肉，当顶撮细，似线稍系，故曰稍麦”，又云“以面作皮，以肉为馅，当顶作为花蕊，方言谓之稍麦”。:二八七:122
明代史料记载“北方麦子在四五月间，麦稍有一层白霜”。而稍麦在制作收口处，也有好似白霜的面粉，故而得名。

### 燒賣
關於燒賣的記載包括有明朝《金瓶梅》有“桃花燒賣”的記述，《扬州畫舫錄》、《桐橋椅棹錄》，清朝著名食譜《調鼎集》亦有收集菜式如“葷餡燒賣”、“豆沙燒賣”、“油糖燒賣”等。

### 捎卖
1937年成書的《綏遠通誌稿》載：“惟（歸化，即呼和浩特）市內所售捎賣一種，則為食品中之特色，因茶肆附帶賣之。俗語謂'附帶'為捎，故稱捎賣。且歸化捎賣，自昔馳名遠近。外縣或外埠亦有仿製以為業者。而風味稍遜矣。”

### 燒麥
传说清光绪回族人马玉亮在河南南阳创制燒麥。初名撮子包，因感不雅，又因其边与将熟的麦穗相似，遂改名为“烧麦”。

### 捎美
陝西也稱其為捎美，陝西人薛寶辰在西北食譜《素食說略》中記載，“以生面捻餅，置豆粉上，以碗推其邊使薄，實以髮菜、蔬筍，撮合蒸之，曰捎美”。

### 燒梅
湖北武漢附近稱“燒梅”。一说因為燒賣皮是用走槌擀出形似梅花的邊，蒸出来如同一朵朵綻放的梅花，所以稱作“燒梅”。但也有观点认为烧梅与稍麦、烧卖、烧麦一样都是音译其他语言所用的汉字不同而已。

### 紗帽
燒賣傳至江蘇浙江一帶，吳語借音而改漢字寫為紗帽。當地人其後又附會詞源，《嘉定縣續志》中記載，“以麵為之，邊薄底厚，實以肉餡，蒸熟即食，最佳。因形如紗帽，故名。”

## 各地燒賣
在烧麦的原产地中国北方，烧麦的馅料以肉类为主，传到南方之后，糯米成了主料。在海外，因為受到香港移民及港式飲茶文化的影响，幾乎全部的燒賣都是廣式，廣式燒賣亦早成為西方人普遍認知的品種。日本的烧卖也以广式为主。

### 塞北燒賣

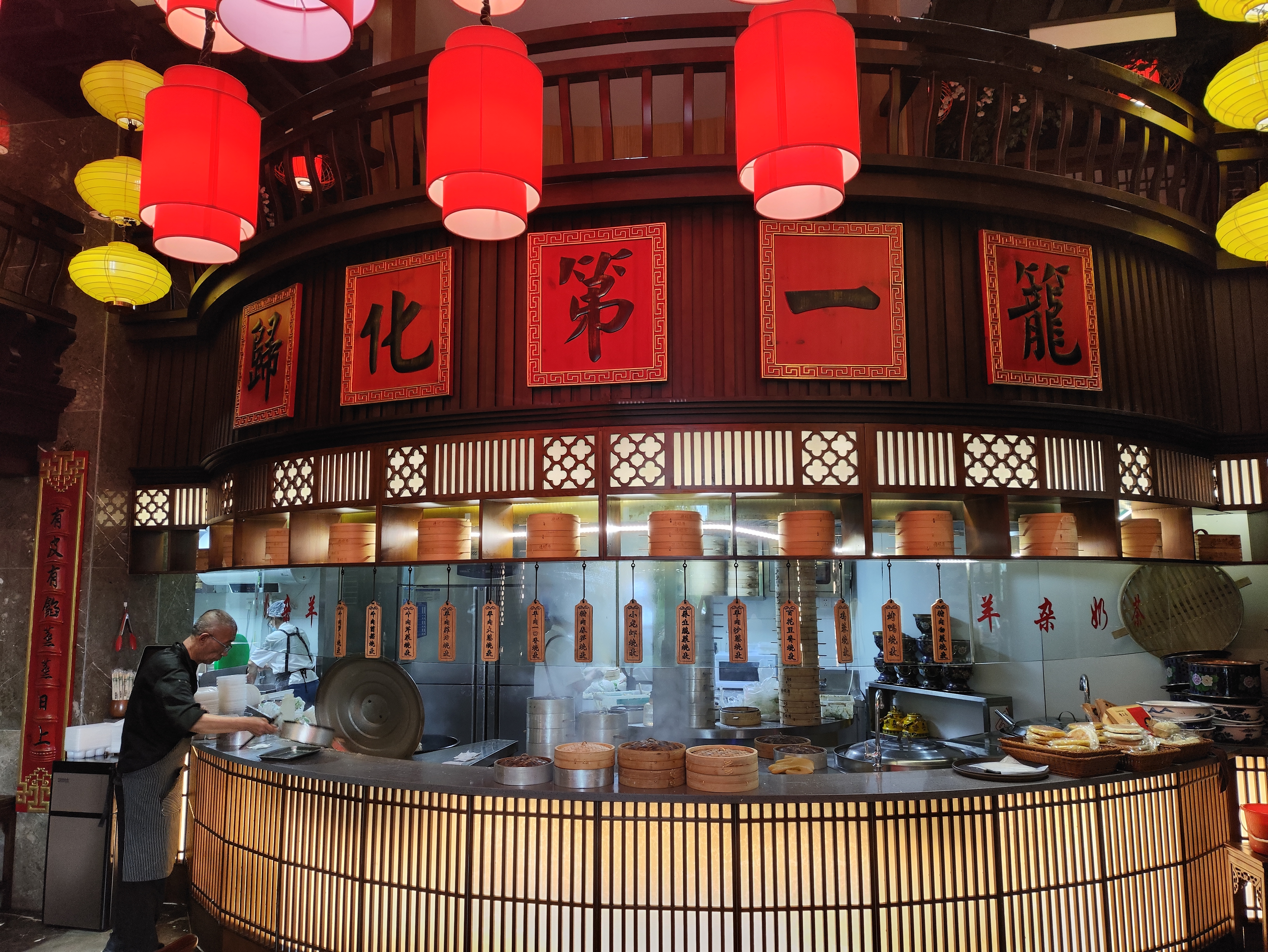
呼和浩特烧卖老店德顺源，号称「归化第一笼」

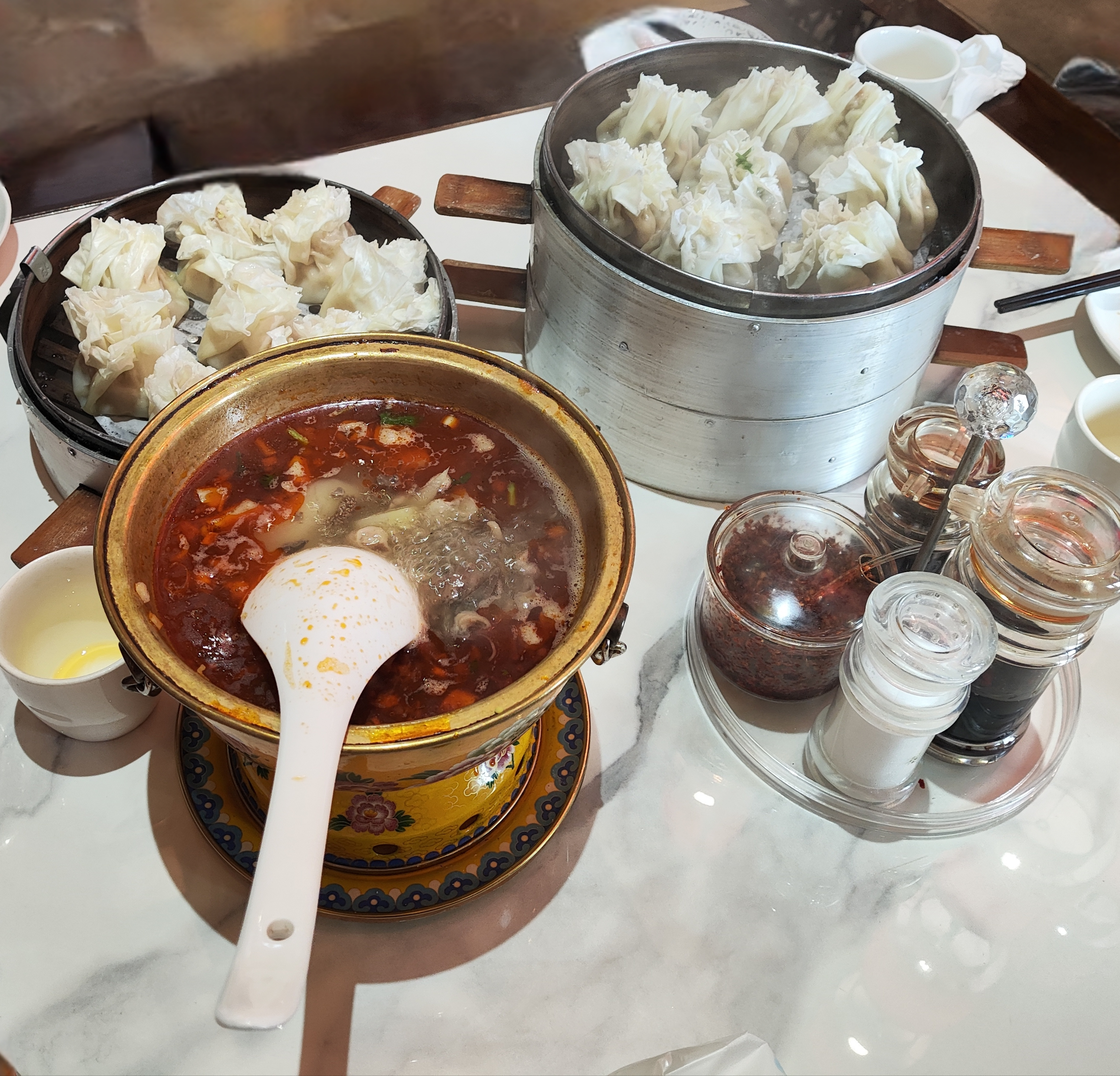
呼和浩特的羊肉烧卖和肚包肉

呼和浩特在清代直至1930年代都是商贸集散地，此地有山西商人、回民商人。“稍麦”据说自此地流行。北京旧时前门附近的稍美（烧卖）馆挂“归化城稍美”的招牌，以示源流。:87
以羊肉或者其他肉类為主餡，不加糯米。最经典的馅料是羊肉和大葱的葱白。内蒙古呼和浩特的麦香村、山西大同市的凤临阁等处的烧麦都是远近闻名。
因内蒙古烧麦按烧麦皮所用干面粉的重量而非烧麦自身实际重量计价（例如“1斤烧麦”指用1斤干面粉和面后制成的烧麦，数量可达80个；相应地“1两（皮重）烧麦”对应8个烧麦，实际重量合计6两），呼和浩特等地有“二两烧麦憋死汉”的说法。

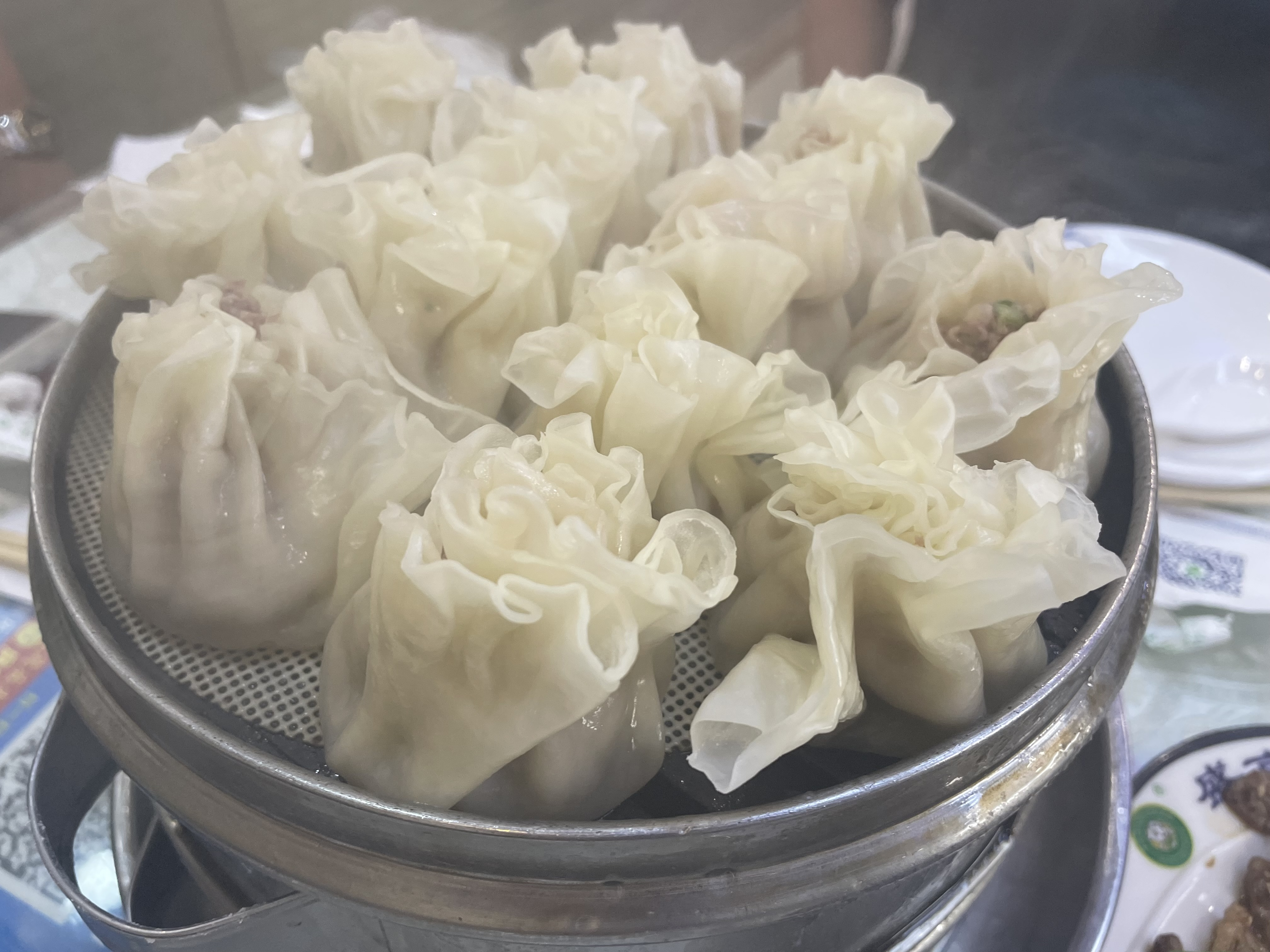
沈阳清真饭店的羊肉烧麦

东北地区的烧卖也属塞北类型，常由回民贩售。

### 江浙燒賣

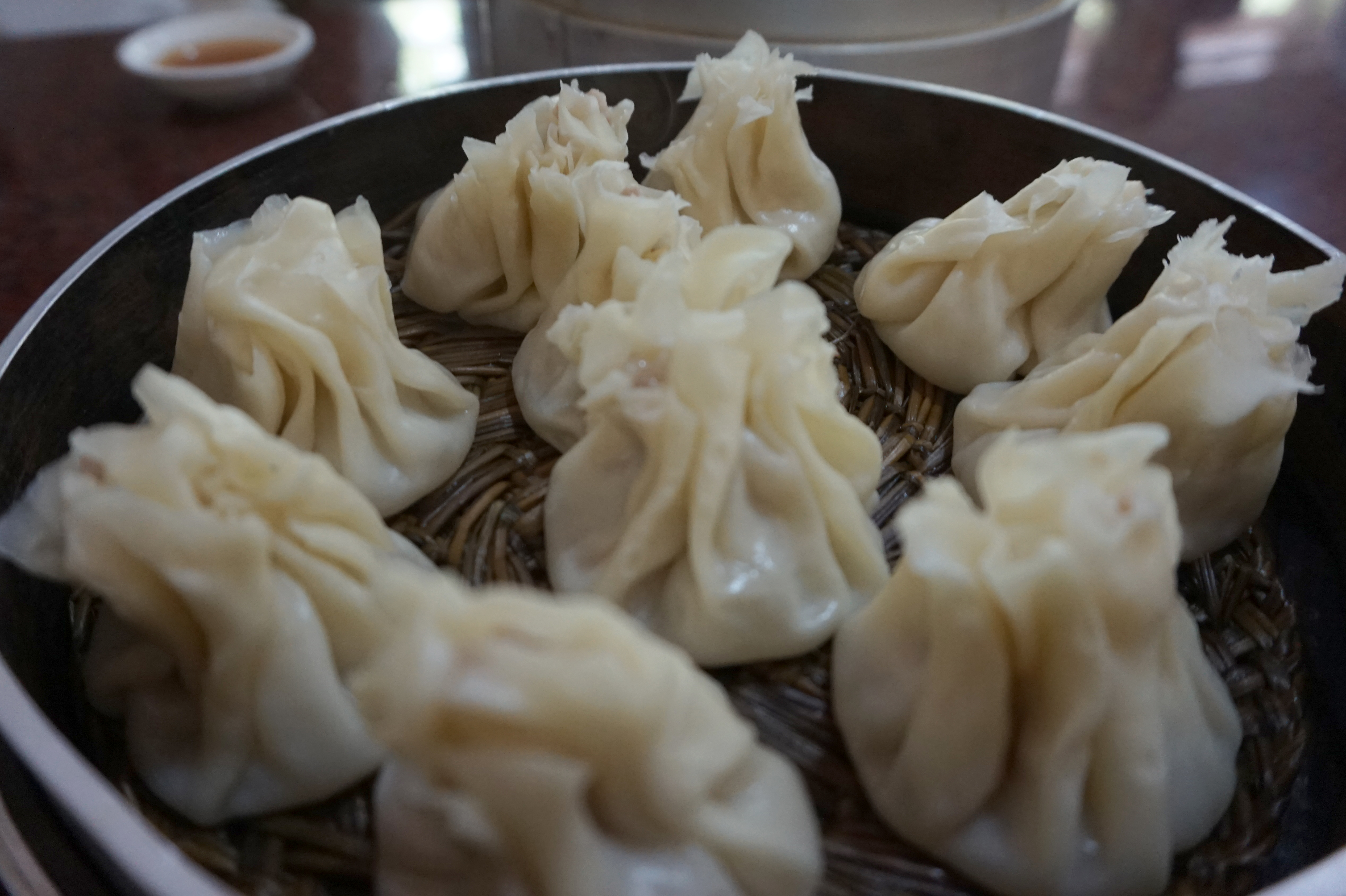
嘉兴斜西街笋丁鲜肉烧麦

- 糯米烧卖
以糯米為主餡，可在其中加入切碎的豬肉，牛肉，蝦，白菜，香菇，以及其它。
- 笋丁鲜肉烧卖
以冬笋和肉丁作馅。笋丁鲜肉烧卖源自嘉兴，近年在杭州地区开始流行起来[20]。
- 羊肉烧卖
以羊肉作为主餡[21]。
- 下沙烧卖
浦東南匯地區點心，以豬皮凍，筍丁和鮮肉製成，有江南湯包的口感。

### 湖北烧梅
湖北地区普遍称烧卖为烧梅。比其他地区的烧卖个头更大，更软，以重油、胡椒味为特色，基本材料为糯米、肉丁、香菇等。

### 江西燒賣
蛋肉燒賣以蛋和豬肉作餡料。

### 廣東燒賣
廣東飲茶吃的點心中，包含了燒賣。

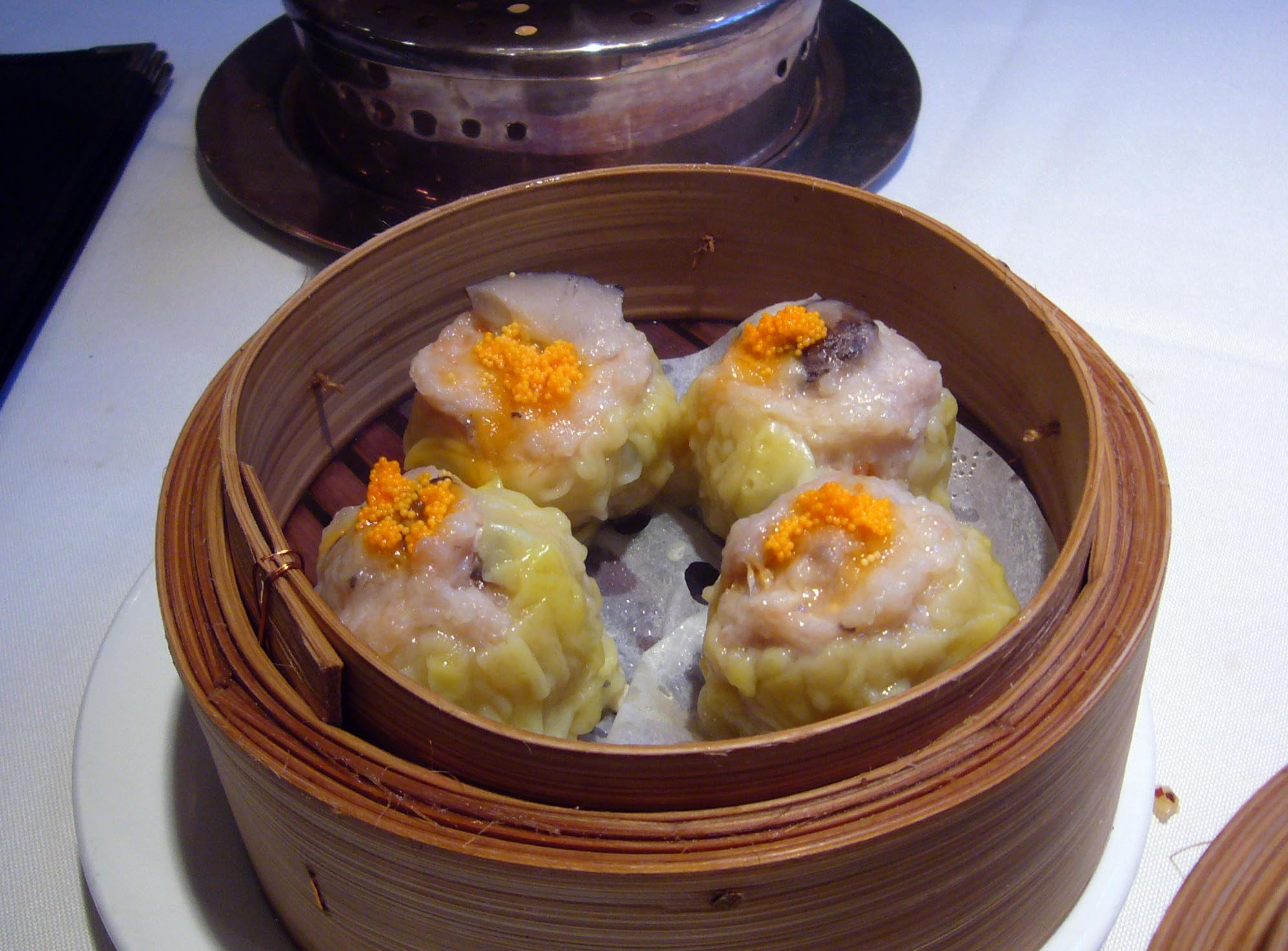
蟹子燒賣

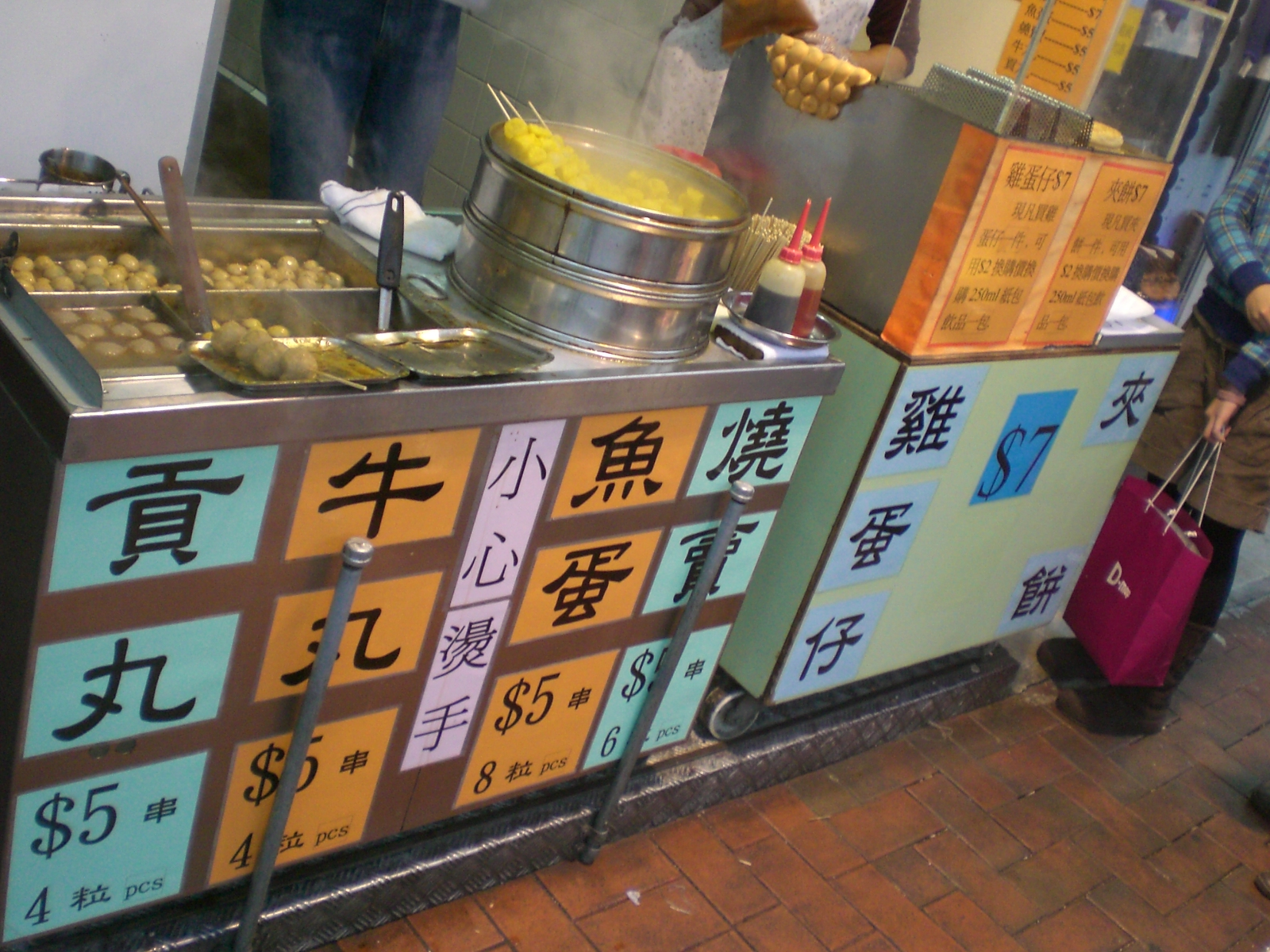
香港街頭售賣燒賣的小食店

廣式燒賣一般比較小，長度不過2厘米，1個小籠子內可以放下3至4顆，款式多樣，常見的有：
- 乾蒸燒賣
簡稱「乾蒸」，又稱「蝦肉燒賣」，以切碎豬肉、肥豬肉 、蝦肉為主要餡料，用鮮黃色的薄皮包裹，1990年代開始流行在燒賣上加一點蟹黃來點綴，蒸製而成。為節省成本，現多以蟹子，甚至胡蘿蔔取代蟹黃。
- 三星燒賣
乾蒸燒賣的豬肉餡上分別放上冬菇、豬肚和蝦肉，每籠每種各1顆。
- 黃沙豬膶燒賣
乾蒸燒賣的豬肉餡上加上豬肝蒸製而成。現時很少茶樓供應，只有一些老茶樓如蓮香樓有售。
- 牛肉燒賣
牛肉燒賣又叫牛肉丸，將切碎牛肉，製成球狀，用白色的薄皮包裹去蒸而後出售，通常1籠1碟2個，部分會有3個，在蒸製過程中，有些茶樓會再在上面上加上1顆青豆。
- 鵪鶉蛋燒賣
餡料是碎豬肉、蝦肉，上面有1粒去殼熟鵪鶉蛋。
- 素燒賣
把蘿蔔、馬蹄、豆腐乾切碎搞拌至完全混合，再加入燕麥、粟米粉調味，搓成小團，再以雲吞皮包裹並捏成燒賣狀，蒸10至12分鐘即可。

### 香港燒賣
魚肉燒賣，又稱魚蓉燒賣，香港的傳統街頭小吃之一，體積較一般燒賣細小，主要餡料是碎魚肉，用黃色的雲吞皮包裹蒸成，可以用竹籤串起來進食，通常蘸醬油和辣椒油來吃。
香港更有網民於2020年成立香港燒賣關注組。

### 日本燒賣

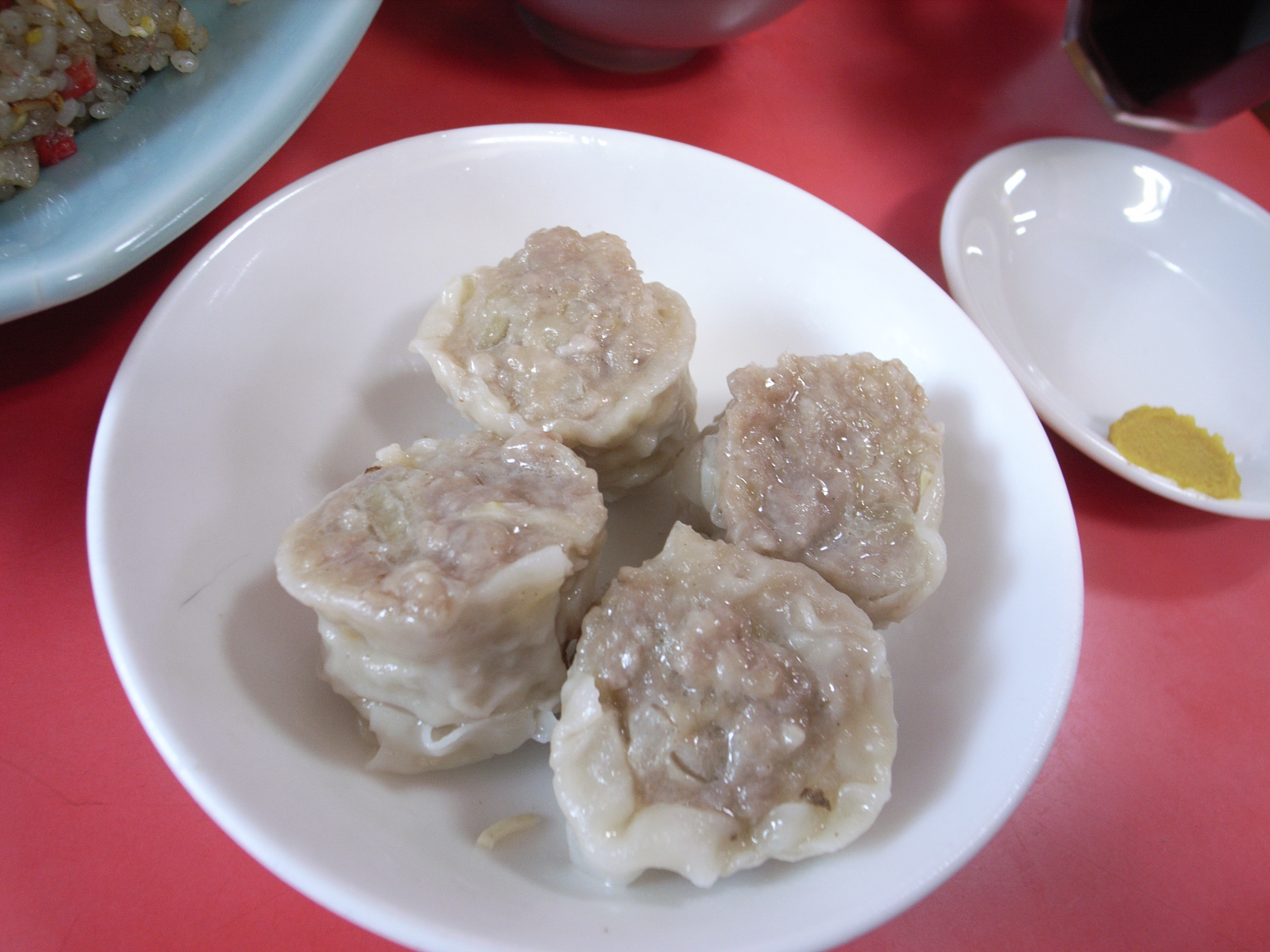
日式烧卖

廣東人鮑棠於1881年在橫濱開設餐廳「博雅亭」，其第二代傳人鮑博公將燒賣口味本地化，開創日本燒賣（／ siumai），並大量生産銷售。

#### 橫濱燒賣
1908年開業的崎陽軒原為初代橫濱站（現櫻木町站）內一家兼賣食品的商店，後來與橫濱中華街的廚師吳遇孫改良配方，使用豬肉、乾帆立貝柱、鹽、砂糖、胡椒製作。為方便在列車上通食而將其縮小，最大特色是冷掉仍然好吃，口碑載道之下成為橫濱名物。

### 澳洲燒賣

#### Dim Sim（点心）
廣東人陈永扬（William Chan Wing Young）於1940年代移居澳洲墨爾本，並以工廠式生産燒賣，稱之為「dim sim（点心）」，主要用料是豬肉和椰菜，也有素食版本，有比較厚的外皮。
1949年Ken Cheng在南墨爾本以推車形式售賣自家製作的dim sim，後來開店名為「Dim Sims」，他們的dim sim外型比較像肉包。

### 基隆燒賣
通常寫做燒邁，是台灣最北城市基隆特有的燒賣，大小是港式燒賣兩倍，以豬肉、魚漿、油蔥為主要原料，通常搭配基隆特有的馬露醬食用。

## 外部連結
维基共享资源上的相關多媒體資源：燒賣